# Гюллень-Сор, Фелицата
Фелица́та Виржи́ния Гюлле́нь-Сор, урождённая Ришар (фр. Félicité Virginie Hullin Sor (Richard); не позже 1805, Париж — 6 [18] июля 1874) — балерина, балетмейстер и педагог, представительница французской школы классического танца, сыгравшая большую роль в формировании Московской балетной школы.

## Биография
Официальной датой рождения Фелицаты Гюллень-Сор считается 9 марта 1805 года. Однако профессор музыки Гонконгского университета Георг Предота (англ. Georg A. Predota) считает, что она скрыла настоящую дату рождения, чтобы преуменьшить свой возраст. Согласно копии свидетельства о рождении, сохранившейся в РГАЛИ, Гюллень-Сор родилась 9 фримера 12 года по французскому республиканскому календарю.
Её первым педагогом был отец, известный танцовщик и балетмейстер, ученик Ж.-Ж. Новерра, Жан-Батист Гюллень (наст. имя — Жан Ришар). Затем занималась у знаменитого танцовщика и педагога Жана-Франсуа Кулона, который после 1807 года вёл класс усовершенствования в Парижской Опере.
В 1812 году дебютировала в «Национальном Театре», как тогда называлась Парижская Опера. Между 1813 и 1815 вышла замуж за гитариста и композитора Фернандо Сора, вскоре после замужества родила дочь Катрин. В 1816 вслед за мужем, который покинул Париж годом ранее, Фелицата переехала в Лондон. Так как их брак некоторое время хранился в тайне ради продолжения успешной карьеры обоих супругов, продолжала выступать под псевдонимом, взятым ещё её отцом. Дополнила его фамилией мужа, став Гюллень-Сор, только после успеха балета Сора «Сендрильона», который был написан специально для неё.
В 1823 году получает приглашение от директора Императорского Московского театра камергера Ф. Ф. Кокошкина и семья Соров вместе с родственником Фелицаты (младшим братом Жана Ришара, либо его сыном), танцовщиком Жозефом Ришаром, также получившим ангажемент, переезжает в Москву.
Здесь заявила о себе как талантливая танцовщица, исполняя лирико-комедийные роли, требовавшие выразительной пантомимной игры. Журнал «Вестник Европы» (№ 18, октябрь 1823) отмечал: «Госпожа Гюллень-Сор смело выдержит сравнение с нашими ученицами Терпсихоры, которые, однако ж, и сами не испугаются сравнения в некоторых пунктах, хотя, впрочем, они же не сочтут излишним кое-что и перенять у парижской гостьи…» Известный литератор С. Т. Аксаков восторженно писал о её исполнении: «Она восхитила нас, мы ни в ком не видывали такого счастливого соединения силы и приятности, чистоты и выразительности. Все движения её исполнены жизни».
Начав работать в Московской императорской труппе, Гюллень-Сор не только исполняла заглавные партии в балетах, но и практически сразу же стала проявлять себя как постановщик, став первой в России женщиной — постановщиком балетов.
С 1824 года была педагогом и балетмейстером-постановщиком в Крепостном театре князя Юсупова в Архангельском.
В 1824 году совместно с Иваном Лобановым перенесла на московскую сцену популярный балет своего супруга «Сандрильона» (Золушка), взяв за основу хореографию Альбера. Премьера состоялась 31 января 1824 в Театре на Моховой (в то время здание Большого театра на Петровской площади ещё только строилось, и представления Императорского Московского театра давались преимущественно на этой сцене); в главной роли была сама балерина.
В день открытия московского Большого театра, 6 января 1825 года, этот балет шёл вторым отделением, вслед за специально поставленным по торжественному поводу представлением-прологом «Торжество муз», где Гюллень-Сор исполняла роль музы Терпсихоры. Музыкальный критик В. Одоевский писал об этом событии: «Блеск костюмов, красота декораций, словом, все театральное великолепие здесь соединилось, как равно и в прологе». Программа открытия была повторена и на следующий день, 7 января 1825 года.
Заняв положение прима-балерины Московской балетной императорской труппы, Ф. Гюллень-Сор сыграла огромную роль в становлении и формировании Московского балета. До этого Московская императорская труппа ставила балеты, уже прошедшие в петербургском отделении императорских театров, и занимала вторичное место в русском балете. Фелициата Гюллень-Сор стала переносить на московскую сцену балеты европейских постановщиков, в которых она танцевала в Париже и Лондоне. По её требованию Московская императорская труппа отказалась от перенесения на московскую сцену спектаклей петербургского театра, пополняя репертуар постановками, в которых блистала Гюллень-Сор.
Особое развитие московский балет получил с началом реакции на восстание декабристов в Петербурге в 1825 году. После восстания приближенный ко двору Петербург ещё долго испуганно расценивал любое проявление свободы и самоличные контакты с Европой как «вольнодумство» и «смуту», в то время как удаленная от царедворцев Москва жила собственной жизнью и сохраняла определённые свободы. Возможности Московской императорской труппы оказались значительно шире, её сцена использовала новые балетные достижения, европейские сценические новшества и все то, что категорически не допускала Петербургская. «Различия в направленности петербургского и московского балета приобретают все более резкий характер, приводя зачастую к полному расхождению во взглядах на одно и то же сценическое произведение, на толкование одного и того же образа. Отсюда возникли те противоречия между Петербургом и Москвой, которые в значительной степени нарушали планомерное развитие русского балета» — писал балетный теоретик Ю. Бахрушин. Так же считает и педагог балета Диана Хазиева: «В менее чопорной Москве сильнее проявлялись, так сказать, демократические тенденции: ставились, например, комические балеты из крестьянской жизни, которые в северной столице были редкостью». Возможности, предыдущий опыт и европейские связи Ф. Гюллень-Сор оказались как нельзя кстати в создавшейся ситуации. Помимо переноса на сцену Большого театра европейских балетных спектаклей она немало постановок осуществила самостоятельно. Неоднократно ездила в европейские театры, где её помнили; результатом поездок становились новые постановки на сцене московского Большого театра; впервые на московской балетной сцене в её постановках стали проявляться черты начинающегося в балете романтизма, поэтому российская балетная критика называет её хореографом преромантического направления, хотя и относит к классической хореографии. В 1836 году Гюллень-Сор ездила в Париж со своей ученицей Е.Санковской, которую знакомила с европейским балетом и искусством балерин М. Тальони, К. Гризи, Ф. Эльслер.
С 1825 по 1838 год преподавала в Московском театральном училище, где среди её учениц были Г. И. Воронина (будущий педагог П. П. Лебедевой), Т. С. Карпакова, Е. А. Санковская. Говоря о значении её педагогической деятельности, Балетная энциклопедия сообщает: «Пластика и техника балета эпохи романтизма стали известны благодаря балерине и педагогу Ф. И. Гюллень-Сор».
В 1827 году рассталась с мужем: Фернандо Сор вернулся в Париж, тогда как карьера Фелицаты навсегда осталась связана с Россией и Москвой, где она прожила до конца своих дней, приняв российское подданство.
Оставила сцену в 1835 году, закончила педагогическую деятельность в училище в 1838 году. В 1839 году, после смерти супруга, вышла замуж за профессора Гертеля, после чего обозначалась в официальных бумагах как Гюллень-Гертель Фелицата Ивановна. В конце жизни преподавала в Екатерининском институте.

## Репертуар

### Парижская опера
- «Амур и Психея» балетмейстера Пьера Гарделя.
- «Поль и Виргиния» балетмейстера Жан-Пьера Омера.
- «Сандрильона» балетмейстера Альбера.
- 6 февраля 1822 — Pas comique в опере Николя Изуара и Анжело Бенинкори[фр.] «Волшебная лампа», хореография Пьера Гарделя.

### Большой театр
- 26 августа 1828 — Эдельмона, «Отелло, или Венецианский мавр», балетмейстер Фортунато Бернаделли по балету Сальваторе Вигано[17].
- 1829 — Флора, «Зефир и Флора» на музыку Катерино Кавоса и Николая Кубишты.
- 11 декабря 1831 — Аспазия, «Чёрная шаль, или Наказанная неверность» на сборную музыку по стихам А. С. Пушкина, балетмейстер Адам Глушковский.
- 24 января 1835 — Китри, «Свадьба Гамаша» в собственной постановке по балету Луи Милона.

## Постановки
- 1824 — «Сандрильона» Ф. Сора, по хореографии Ф. Альбера (Albert, наст.имя François-Ferdinand Decombe), совместно с И. К. Лобановым[нет в источнике], Театр на Моховой; спектакль неоднократно возобновлялся в Большом театре[9]
- 1829 — «Амур и Психея» на сборную музыку, по хореографии П. Гарделя, совместно с И. К. Лобановым
- 1832 — «Поль и Виргиния», балет А. Дарондо по Ж. Омеру (фр.: Jean-Pierre Aumer)
- 1832 — «Венецианский карнавал» по хореографии Л.Милона (музыка сборная)
- «Геркулес и Омфала»
- 1834 — «Женщина-лунатик, или Сомнамбула» Ф. Герольда
- 1834 — «Забавы султана, или Продавец невольников» А. Е. Варламова;
- 24 января 1835 года — «Дон Кихот Ламанчский, или Свадьба Гамаша», композитор Ф. Лефевр, по Милону, сама исполнила партию Китри
- 15 апреля 1836 — «Фенелла», балет в 4 актах на музыку оперы «Фенелла» («Немая из Портичи») Д. Ф. Обера
- 6 сентября 1837 — «Сильфида» (по Ф. Тальони, музыка Ж. Шнейцхоффера)
- 1838 — «Хитрый мальчик и людоед» («Мальчик-с-пальчик») А. С. Гурьянова и А. Е. Варламова
- 1839 — «Розальба»

## Адреса в Москве
Среди московских адресов Ф.-В. Гюллень-Сор — улица Петровка, дом 15 (не сохранился). Какое-то время она также жила в доме № 8 на улице Большая Дмитровка, который в начале 1830-х годов числился за Дирекцией Императорских театров и где жили воспитанники Московской театральной школы и её преподаватели.